# 王喜 (下関市)
王喜（おうき）とは、山口県下関市の王喜地区（下関市役所支所設置条例で示された下関市役所王喜支所の所管する区域）を指す地域名称のことである。
本項では同地域にかつて所在した厚狭郡王喜村（おうきそん）についても述べる。

## 地域概要
下関中心市街地からは北東に約18km離れており、旧下関市の東端、木屋川最下流域の東岸に位置する。北は吉田地区と、西は木屋川を挟んで小月地区と、東は山陽小野田市と隣接する（南は周防灘）。
登録人口は3,488人（2009年2月28日現在、下関市役所ホームページによる）で、市内17地区のうち内日、吉田に次いで3番目に人口が少ない。
地区面積は11.70km2ある。（2007年10月1日現在、下関市役所ホームページによる）
国道および県道沿いに住宅地と商店、南端の干拓地に海上自衛隊基地、内陸に木屋川工業団地があるが、地区の多くを農地や山地林野が占めている。
域内には、国道2号（小月バイパス）と主要地方道である県道33号が通る。地区内にJR山陽本線が通るものの駅はなく、小月駅や埴生駅を利用することとなる。地区中心部から約3km離れたところに中国自動車道小月ICがある。

## 地名由来と地域のあゆみ
1665年に干拓を行った際、安全祈願のため龍神を祭る祠を作ったが、完成年に大干ばつに遭ったため、これを大明神として新築した。王喜は「竜王歓喜」の意味から取られ、新田の名を王喜新田に改めた。その新田名が、町村制施行時の村名に採用された。明治に入って成立した厚狭郡王喜村は、1950年（昭和30年）に吉田村とともに下関市に編入した。
1937年に、干拓地の一部に逓信省管轄の下関飛行場が開港。のち陸軍に移管したが、終戦後は自衛隊基地となり現在に至っている。

### 自治体としての沿革
- 1889年（明治22年）4月1日 - 町村制の施行により、松屋村、宇津井村が合併して厚狭郡王喜村が発足。
- 1955年（昭和30年）7月1日 - 王喜村が下関市に編入。同日王喜村廃止。

## 主な施設・名所
- 木屋川ラブリバーパーク

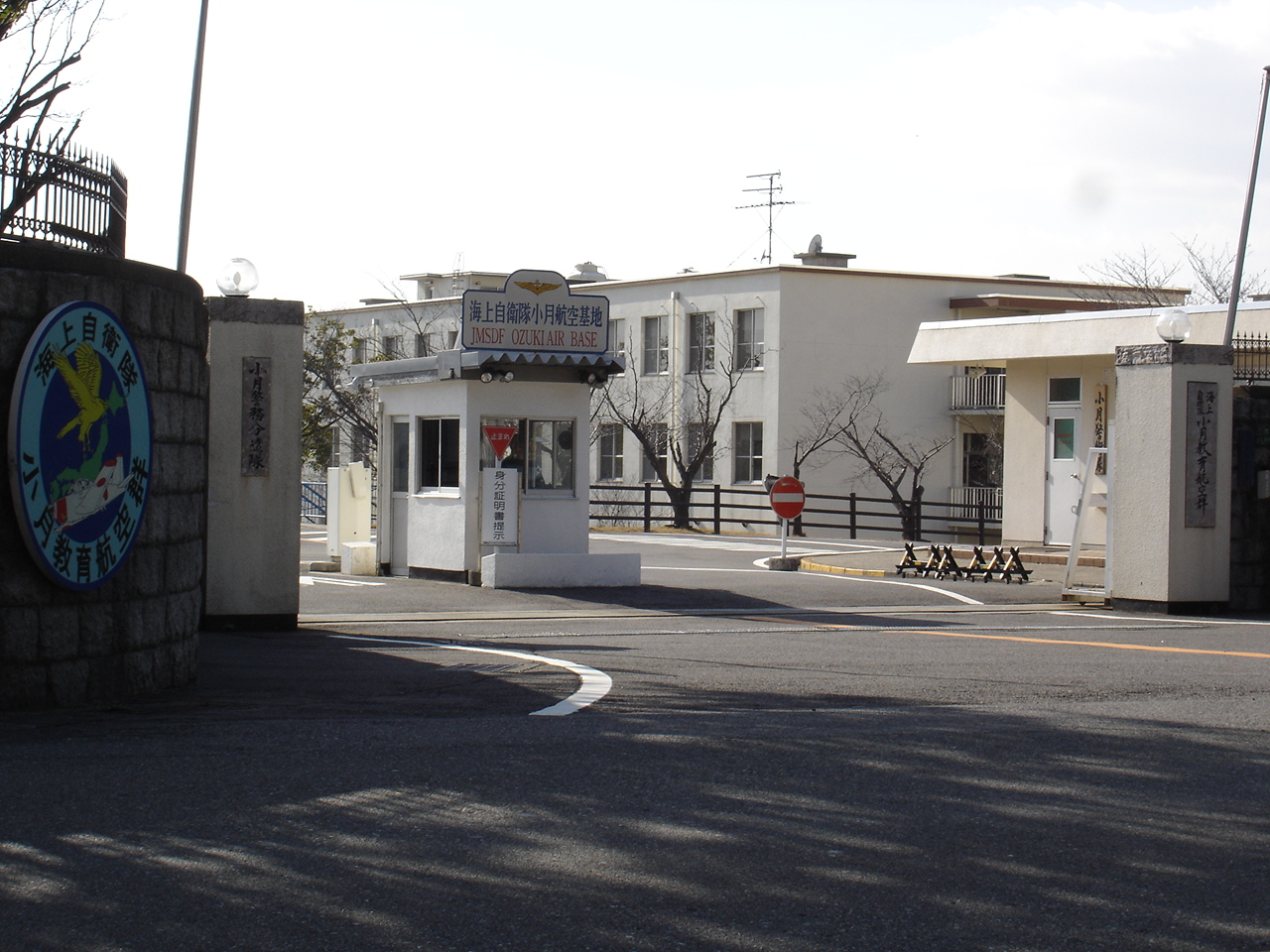
小月航空基地・正門

- 海上自衛隊小月航空基地 - 小月ではなく王喜地区の松屋本町にある。